# Solidaridad Obrera (syndicat historique)
Pour les articles homonymes, voir Solidaridad Obrera.

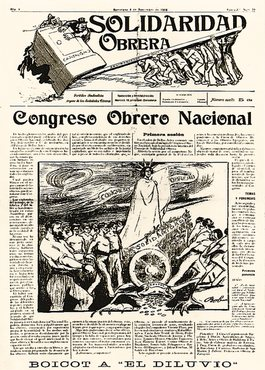
Solidaridad Obrera, 4 novembre 1910.

Solidaridad Obrera (en français « Solidarité Ouvrière ») est une organisation syndicale espagnole à tendance anarchiste qui fut créé le 19 octobre 1907 à Barcelone. Elle est considérée comme le noyau catalan de ce qui deviendra quelques années plus tard la CNT.

## Les premières années
Cette organisation voit le jour à Barcelone en 1907. Elle est le résultat d’une fédération de plusieurs sociétés ouvrières qui se donnent alors pour objectif de réorganiser les syndicats catalans très affaiblis depuis l’échec de la grève générale de 1902.
En juillet de la même année, son premier manifeste est publié dans le mensuel anarchiste Tierra y Libertad.
L’organisation nouvellement créé ne tarde pas à se doter de son propre journal et c’est ainsi que le 19 octobre 1907 sort le premier numero de Solidaridad Obrera.
Les 6, 7 et 8 septembre 1908, elle tient à Barcelone son premier congrès auquel participent environ 142 délégués. Durant ce congrès, Solidaridad Obrera devient une organisation régionale. En 1909, elle compte 12 500 syndiqués en Catalogne.

## Le second congrès et la création de la CNT
Au cours du mois de juillet 1909, c’est la Semaine tragique à Barcelone : à la suite d'une série d’émeutes contre la guerre au Maroc espagnol et contre le rappel des réservistes, une terrible répression s’abat sur le mouvement ouvrier; le théoricien anarchiste Francisco Ferrer sera ainsi arrêté et exécuté. Face à l’ampleur de cette répression, Solidaridad Obrera prend conscience de ses limites  à pouvoir réagir et de la nécessité de se renforcer. 
C’est dans ce contexte que le second congrès est organisé à Barcelone les 30, 31 octobre et 1er novembre 1910.
Durant ce congrès, l’organisation décide de prendre de l’ampleur en passant d’un cadre régional à un cadre national. C’est ainsi qu’est créé à partir de Solidaridad Obrera et d’autres sociétés ouvrières espagnoles une organisation syndicale nouvelle ayant une dimension nationale : la Confederación Nacional del Trabajo (en français « Confédération nationale du travail ») ou CNT.
Solidaridad Obrera disparaît donc à l’issue de ce congrès pour intégrer la CNT nouvellement créé.